# Spust kondensatu

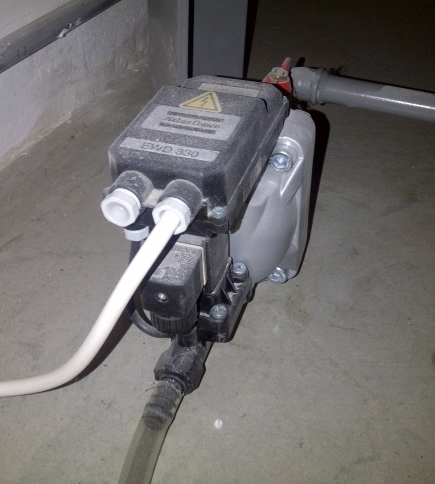
Elektroniczny spust kondensatu sterowany poziomem kondensatu

Spust kondensatu – urządzenie służące do odprowadzania kondensatu z systemu sprężonego powietrza.
Sprężone powietrze zawiera duże ilości pary wodnej, która po skropleniu zamienia się w agresywną mieszaninę wody i oleju zwaną kondensatem. Jeżeli nie zostanie on usunięty może być powodem awarii zarówno elementów systemu, jak i odbiorników sprężonego powietrza. Spusty kondensatu są instalowane na elementach składowych systemu sprężonego powietrza takich jak separatory wody, filtry koalescencyjne, zbiorniki sprężonego powietrza, osuszacze ziębnicze i pułapki kondensatu aby odprowadzać kondensat z systemu.
Występują dwa podstawowe rodzaje spustów kondensatu: spusty manualne i spusty automatyczne.
Spusty manualne są to zawory otwierane ręcznie przez operatora systemu celem odprowadzenia kondensatu.
Spusty automatyczne są to zawory otwierające się w sposób zautomatyzowany. Występują trzy rodzaje tego typu spustów:
- mechaniczne spusty pływakowe,
- elektroniczne spusty sterowane czasowo,
- elektroniczne spusty sterowane poziomem kondensatu.

Mechaniczne spusty pływakowe to proste urządzenia, które otwierają się automatycznie w zależności od położenia pływaka. Kondensat wpływa do zbiornika, w którym znajduje się pływak. Napełniający się zbiornik kondensatu unosi pływak w górę. Po osiągnięciu określonego poziomu kondensatu, następuje odsłonięcie dyszy przez którą sprężone powietrze wpływa do komory z membraną. Wzrost ciśnienia powoduje ugięcie się membrany, otwarcie zaworu spustowego i wypływ kondensatu na zewnątrz. Po obniżeniu się poziomu kondensatu dysza zostaje zamknięta przez pływak. Powietrze znajdujące się nad membraną odprowadzane jest do atmosfery.
Elektroniczne spusty sterowane czasowo to urządzenia wyposażone w zawór elektromagnetyczny i elektryczny czasomierz. Czasomierz zazwyczaj posiada dwa ustawienia: czasu pomiędzy otwarciami zaworu (zazwyczaj w minutach) oraz czasu otwarcia zaworu (zazwyczaj w sekundach). Spust odprowadza sprawnie kondensat dzięki dopasowaniu tych dwóch nastaw do ilości wytwarzanego przez system kondensatu. Nastawy są optymalne, gdy spust otwiera się z jednej strony wystarczająco długo aby odprowadzić cały nagromadzony kondensat, jednakże nie na tyle długo aby powodować straty sprężonego powietrza.
Elektroniczne spusty sterowane poziomem kondensatu to zaawansowane technologicznie urządzenia wyposażone w zawór elektromagnetyczny, czujniki poziomu kondensatu oraz system sterowania. Gdy do spustu spłynie odpowiednio duża ilość kondensatu następuje automatyczne otwarcie zaworu elektromagnetycznego i odprowadzenie kondensatu. Gdy poziom kondensatu w spuście spadnie, zawór zamyka się. Zaletą tego typu spustów jest to, iż zawór elektromagnetyczny zamyka się zanim cała ilość nagromadzonego kondensatu wypłynie. Dzięki temu spust nie powoduje strat sprężonego powietrza.

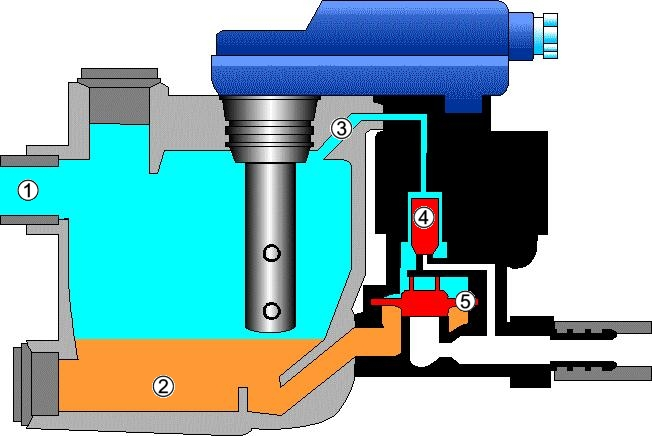
Stan przed napełnieniem kondensatem

Zasada działania elektronicznego spustu sterowanego poziomem kondensatu:
Stan przed napełnieniem kondensatem: Kondensat wpływa przez otwór wlotowy (1) i zbiera się w zbiorniku (2). Membrana zaworu jest zamknięta, ponieważ przez kanał pilotowy (3) i zawór elektromagnetyczny (4) podawane jest ciśnienie kompensacyjne na membranę (5). Efektem większej powierzchni nad membraną jest większa siła zamykania, dzięki czemu membrana ściśle przylega do gniazda zaworowego i pozostaje szczelna.

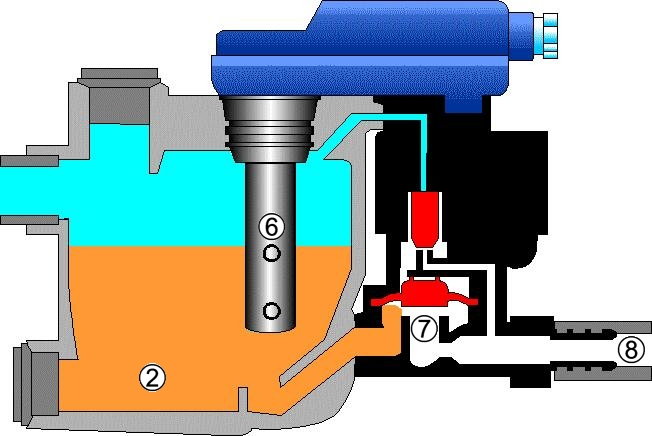
Stan po napełnieniu kondensatem

Stan po napełnieniu kondensatem: Kiedy zbiornik (2) wypełnia się kondensatem i pojemnościowy czujnik poziomu (6) sygnalizuje punkt maksimum, zawór elektromagnetyczny zostaje zasilony i przestrzeń nad membraną zostaje odpowietrzona. Membrana zaworu unosi się z gniazda zaworowego (7) i ciśnienie wypycha kondensat z obudowy do rury odprowadzającej (8). Elektroniczny system kontroli oblicza od tego momentu czas opróżniania do punktu minimum i za pomocą tych danych wyznacza dokładne, wymagane przedziały czasowe otwierania zaworu.
Ze spustu kondensat powinien być przetransportowany do dalszej obróbki do separatora kondensatu, który oczyści go ze szkodliwych dla środowiska naturalnego substancji.